# Датско-шведская война (1501—1512)
Датско-шведская война — военный конфликт между Данией и Швецией, длившийся с 1501 по 1512 годы.
Война началась с восстания шведов и норвежцев против короля Иоанна и осады королевы Кристины в её замке в Стокгольме, который контролировали датчане. Норвежское восстание было подавлено в 1504 году.
Боевые действия усилились в 1509 и 1510 годах, когда немецкий город Любек и Ганзейская Лига помогли Швеции отвоевать у датчан Кальмар и Боргхольм. Недавно созданный датский флот сражался с объединёнными ганзейско-шведскими военно-морскими силами при Накскове и Борнхольме в 1510 и 1511 годах. В апреле 1512 года в Мальмё было подписано мирное соглашение.